# Nord SS.10
Nord SS.10 (от фр. Sol-Sol — «земля-земля», также Nord Model 5203, MGM-21 — в ВС США) — французский противотанковый ракетный комплекс первого поколения.
Первая в мире серийная ПТУР, принятая на вооружение. Создана на базе немецкого образца Ruhrstahl X-7 по проекту французского инженера  Жана Бастьен-Тири . Попавшие в 1945 году во Францию образцы немецкой ракеты были использованы при создании одного из первых в мире противотанковых комплексов Nord SS.10.
Ракета была принята на вооружение французской армией в 1955 году. Позднее — Армией США и Израиля (лицензиатом в США с 1960 г. выступала компания «Дженерал электрик»). Первое боевое применение этого ПТУРа относится к войне 1956 года в Египте, где ими были вооружены французы. Египетские войска тогда потеряли более 450 единиц бронетехники, в том числе из-за применения нового на тот момент противотанкового оружия.
Прекратили их производство в январе 1962 года, после выпуска примерно 30 тысяч ракет, из них 61 % — на экспорт в 11 стран мира. Следующую модель SS.11 производили до середины 1980-х.
ПТУР с ручной системой наведения, оно же наведение по методу трёх точек (прицел — ракета — цель). Управление осуществлялось по проводам. После пуска и в течение всего полёта к цели ракета разматывала пару тонких проводов, по которым передавались команды управления. Команды управления передавались от джойстика на поверхности управления, выполненные в виде интерцепторов (спойлеров), на задних кромках крыльев ПТУРа.
Интерцепторы представляли собой небольшие металлические пластины. Их отклонение осуществлялось электромагнитным приводом.
Слежение за ракетой было возможно по установленному на ней трассёру. В дневное время трассёр был виден практически только сзади и не демаскировал ракету. Шанс поразить цель у операторов доходил до 90 % на полигоне и примерно 66 % — в боевых условиях (по данным Франции, использовавшей SS.10 в Алжире). Вес ракеты в лёгкой ПУ составлял 19 кг.
Расчёт ПТРК SS.10 состоял из 4 человек: наводчика, он же командир расчёта, водителя и 2 младших операторов.
В 1955 году ракета имела стоимость 340 франков, а блок управления 1750 франков.

## Тактико-технические характеристики
- Длина ракеты: 860 мм
- Диаметр корпуса: 165 мм
- Размах крыла: 750 мм
- Стартовая масса: 15 кг
- Скорость полёта: 80 м/с
- Дальность стрельбы: от 500 до 1600 м
- Боевая часть: кумулятивная
  - Масса БЧ — 5 кг
- Бронепробиваемость: 400 мм
- Система наведения: ручная, по проводам

## Сравнительная характеристика
| Общие сведения и сравнительная тактико-техническая характеристика ПТРК НАТО конца 1950-х — начала 1960-х годов | Общие сведения и сравнительная тактико-техническая характеристика ПТРК НАТО конца 1950-х — начала 1960-х годов | Общие сведения и сравнительная тактико-техническая характеристика ПТРК НАТО конца 1950-х — начала 1960-х годов | Общие сведения и сравнительная тактико-техническая характеристика ПТРК НАТО конца 1950-х — начала 1960-х годов | Общие сведения и сравнительная тактико-техническая характеристика ПТРК НАТО конца 1950-х — начала 1960-х годов | Общие сведения и сравнительная тактико-техническая характеристика ПТРК НАТО конца 1950-х — начала 1960-х годов | Общие сведения и сравнительная тактико-техническая характеристика ПТРК НАТО конца 1950-х — начала 1960-х годов | Общие сведения и сравнительная тактико-техническая характеристика ПТРК НАТО конца 1950-х — начала 1960-х годов | Общие сведения и сравнительная тактико-техническая характеристика ПТРК НАТО конца 1950-х — начала 1960-х годов | Общие сведения и сравнительная тактико-техническая характеристика ПТРК НАТО конца 1950-х — начала 1960-х годов |
| Комплекс | Страна | Страна | Масса ПТУР, кг                                                                                                 | Масса БЧ, кг                                                                                                   | Длина, мм | Диаметр, мм | Размах, мм | Дальность, м                                                                                                   | Скорость, м/с                                                                                                  |
| --- | --- | --- | --- | --- | --- | --- | --- | --- | --- |
| Bantam | Швеция | Швеция | 6 | 1,4 | 838 | 109 | 401 | 305…1980 | 85 |
| COBRA | Швейцария | Швейцария | 9,5 | 2,5 | 1067 | 99 | 482,5 | 500…1600 | 85 |
| Entac | Франция | Франция | 12 | 4,5 | 828 | 140 | 381 | ?…1770 | 85 |
| Malkara | Австралия | Австралия | 93,4 | 27,2 | 1930 | 203 | 787,5 | 305…1830+ | 179 |
| Mosquito | Швейцария | Швейцария | 12 | 3,3 | 1120 | 119,5 | 599,5 | 365…2010 | 94 |
| Python | Великобритания                                                                                                 | Великобритания                                                                                                 | 36,3 | 13,6 | 1524 | 152,5 | 610 | не разглашались                                                                                                | не разглашались                                                                                                |
| SS.10 | Франция | Франция | 15 | 5 | 861 | 165 | 749 | 300…1600 | 80 |
| SS.11 | Франция | Франция | 29 | 7,9 | 1166 | 165 | 500 | 500…3500 | 190 |
| Vigilant | Великобритания                                                                                                 | Великобритания                                                                                                 | 14 | 5,4 | 1067 | 114 | 279,5 | 150…1370 | 152 |
| Источники информации - Missiles 1960 by W. T. Gunston // Flight International : Official Organ of the Royal Aero Club. — London: Iliffe Transport Publications, 4 November 1960. — Vol. 78 — No. 2695 — P. 734. - Missiles 1961 by W. T. Gunston // Flight International : Official Organ of the Royal Aero Club. — London: Iliffe Transport Publications, 2 November 1961. — Vol. 80 — No. 2747 — P. 718. - Missiles 1962 by W. T. Gunston // Flight International : Official Organ of the Royal Aero Club. — London: Iliffe Transport Publications, 8 November 1962. — Vol. 82 — No. 2800 — P. 766. - Foreign Firms Seek Antitank Sales by Bernard Poirier // Missiles and Rockets : The Missile & Space Weekly. — Washington, D.C.: American Aviation Publications, November 28, 1960. — Vol. 7 — No. 22 — P. 20-21. | | | | | | | | | |